# A Palace in Persia
Es una banda de New prog originaria de Orlando, Florida. Su álbum debut Metaphenomena, fue lanzado al mercado en abril del 2007.
A Palace In Persia cita a grupos como The Mars Volta, Coheed And Cambria y Mare como sus influencias así como también a varios tipos de géneros y artistas. En su página web citan a artistas como lo son Jeff Buckley, Björk, Pink Floyd y King Crimson.

## Miembros[1]
- Nasrulah Paul Rahbari II
- Kyle Daniel Haust
- Matthew Anthony DeMea
- Joseph Allen Lanna

## Discografía
Metaphenomena
1. Fervor and Frailty
2. Money Culture: Vendetta
3. Money Culture: Progress Parade
4. Notoriety